# Districte de Morges

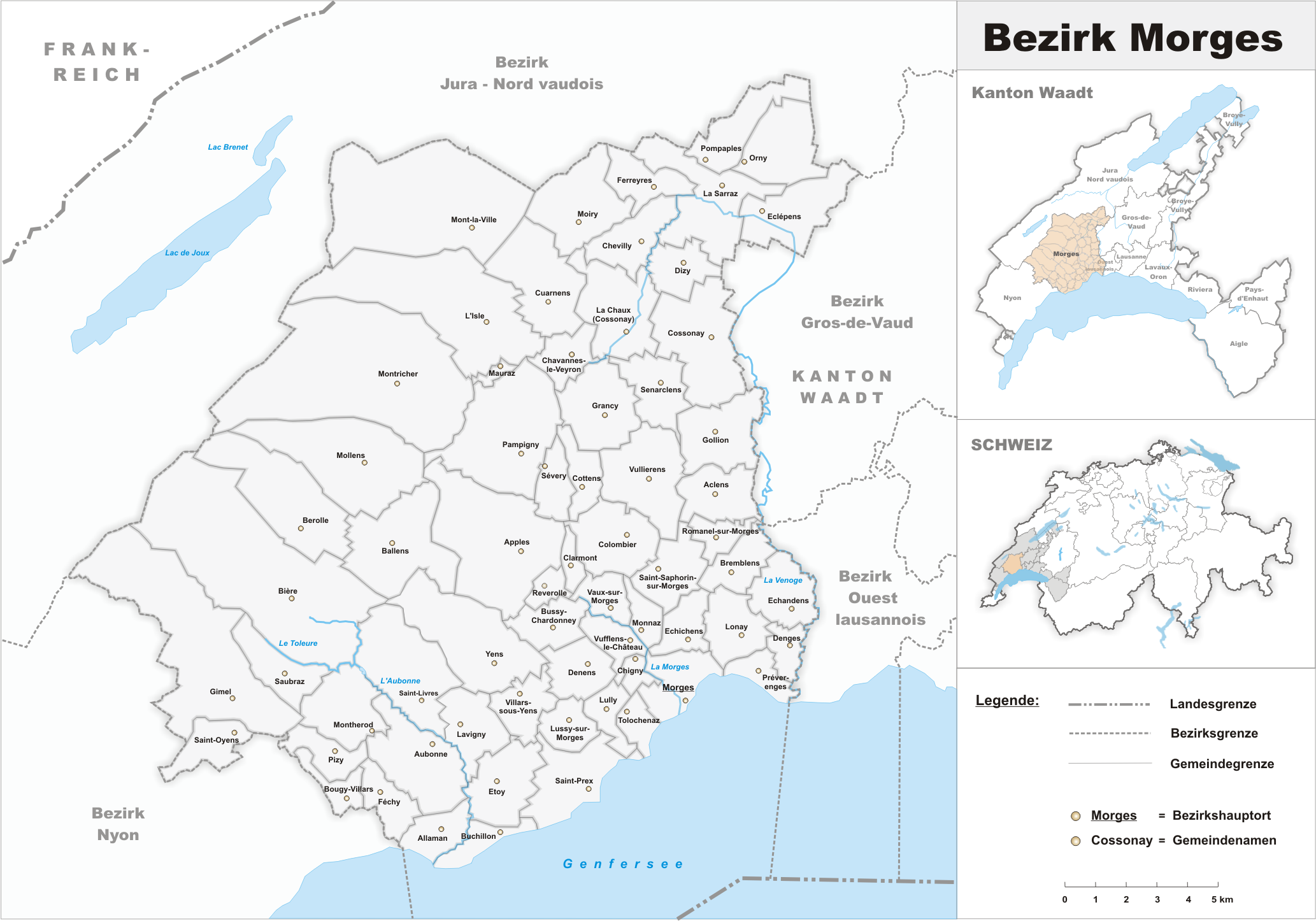
El districte de Morgues

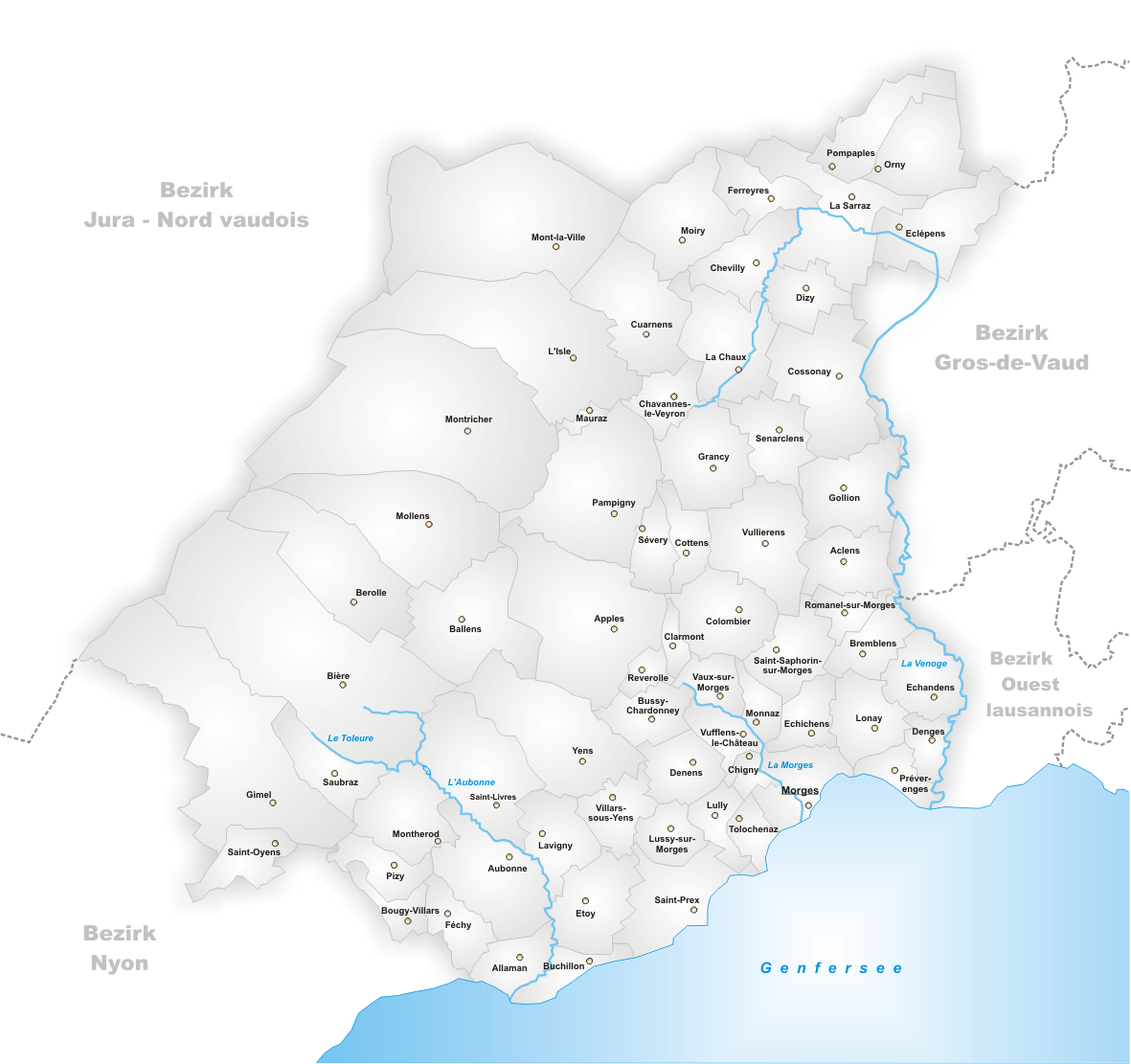
Municipis del districte de Mogues

El districte de Morgues és un dels 10 districtes actuals del cantó suís de Vaud, tenia 67404 habitants (cens de 2005) i una superfície de 372,96 km². Està compost per 66 municipis i el cap del districte és Morgues.
Originalment tenia 34 municipis, però els de Bussigny-près-Lausanne, Chavannes-près-Renens, Ecublens, Saint-Sulpice i Villars-Sainte-Croix van passar al districte de l'Ouest lausannois en la reforma de 2008. Al seu torn, però, va incorporar els municipis de d'Allaman de l'antic districte de Rolle, d'Apples, Aubonne, Ballens, Berolle, Bière, Bougy-Villars, Féchy, Gimel, Mollens, Montherod, Pizy, Saint-Livres, Saint-Oyens et Saubraz de l'antic districte d'Aubonne i de Chavannes-le-Veyron, Chevilly, Cossonay, Cottens, Cuarnens, Dizy, Eclépens, Ferreyres, Gollion, Grancy, La Chaux (Cossonay), La Sarraz, L'Isle, Mauraz, Moiry, Mont-la-Ville, Montricher, Orny, Pampigny, Pompaples, Senarclens i Sévery de l'antic districte de Cossonay, cosa que dona els 66 municipis actuals.

## Municipis
- Aclens
- Allaman
- Apples
- Aubonne
- Ballens
- Berolle
- Bière
- Bougy-Villars
- Bremblens
- Buchillon
- Bussy-Chardonney
- Chavannes-le-Veyron
- Chevilly
- Chigny
- Clarmont
- Colombier
- Cossonay
- Cottens
- Cuarnens
- Denens
- Denges
- Dizy
- Eclépens
- Echandens
- Echichens
- Etoy
- Féchy
- Ferreyres
- Gimel
- Gollion
- Grancy
- La Chaux (Cossonay)
- La Sarraz
- L'Isle (Vaud)
- Lavigny
- Lonay
- Lully
- Lussy-sur-Morges
- Mauraz
- Moiry
- Mollens (VD)
- Monnaz
- Morges
- Mont-la-Ville
- Montherod
- Montricher
- Orny
- Pampigny
- Pizy
- Pompaples
- Préverenges
- Reverolle
- Romanel-sur-Morges
- Saint-Livres
- Saint-Oyens
- Saint-Prex
- Saint-Saphorin-sur-Morges
- Saubraz
- Senarclens
- Sévery
- Tolochenaz
- Vaux-sur-Morges
- Villars-sous-Yens
- Vufflens-le-Château
- Vullierens
- Yens